# Burlington (Oregon)
Pour les articles homonymes, voir Burlington.
Burlington est une communauté non incorporée du comté de Linn, dans l'État de l'Oregon.

## Histoire
Burlington a été fondée en 1853, mais depuis que tous les moyens de transport la contourne, la population de la ville a rapidement diminué. La commune disposait d'un bureau de poste de 1855 jusqu'en 1857.